# Zillmere
Zillmere är en förort till Brisbane, 14 km norr om stadskärnan. Vid 2021 års folkräkning uppgick invånarantalet till 9 323 personer, varav 51% kvinnor och 49% män. 60% av ytan består av bostäder och 40% av industri.